# Prisco di Nocera
Prisco di Nocera (Nuceria Alfaterna, III secolo – Nuceria Alfaterna, III secolo) è stato il primo vescovo di Nocera, patrono della città di Nocera Inferiore e della diocesi. La sua ricorrenza è il 9 maggio, celebrata a Nocera con particolari festeggiamenti.

## Biografia
Prisco è vissuto certamente prima del V secolo. È citato, infatti, da Paolino di Nola, che ricorda come il suo culto fosse praticato nel 405 a Nola, oltre che a Nuceria Alfaterna. La testimonianza del santo nolano è preziosa perché rappresenta un termine ante quem per datare la vita del santo.
natalem Prisci referens, quem te Nola celebrat

quamvis ille alia nucerinus Episcopus

Urbe sederit.»
(Paolino di Nola, Carme XIX, vv. 515-518)
festivo a Prisco che pastor già resse

là dei pagani e picentin Nocera.»
(Remondini G., Della nolana Ecclesiastica storia, Napoli, 1751, t. II. Lib. III)

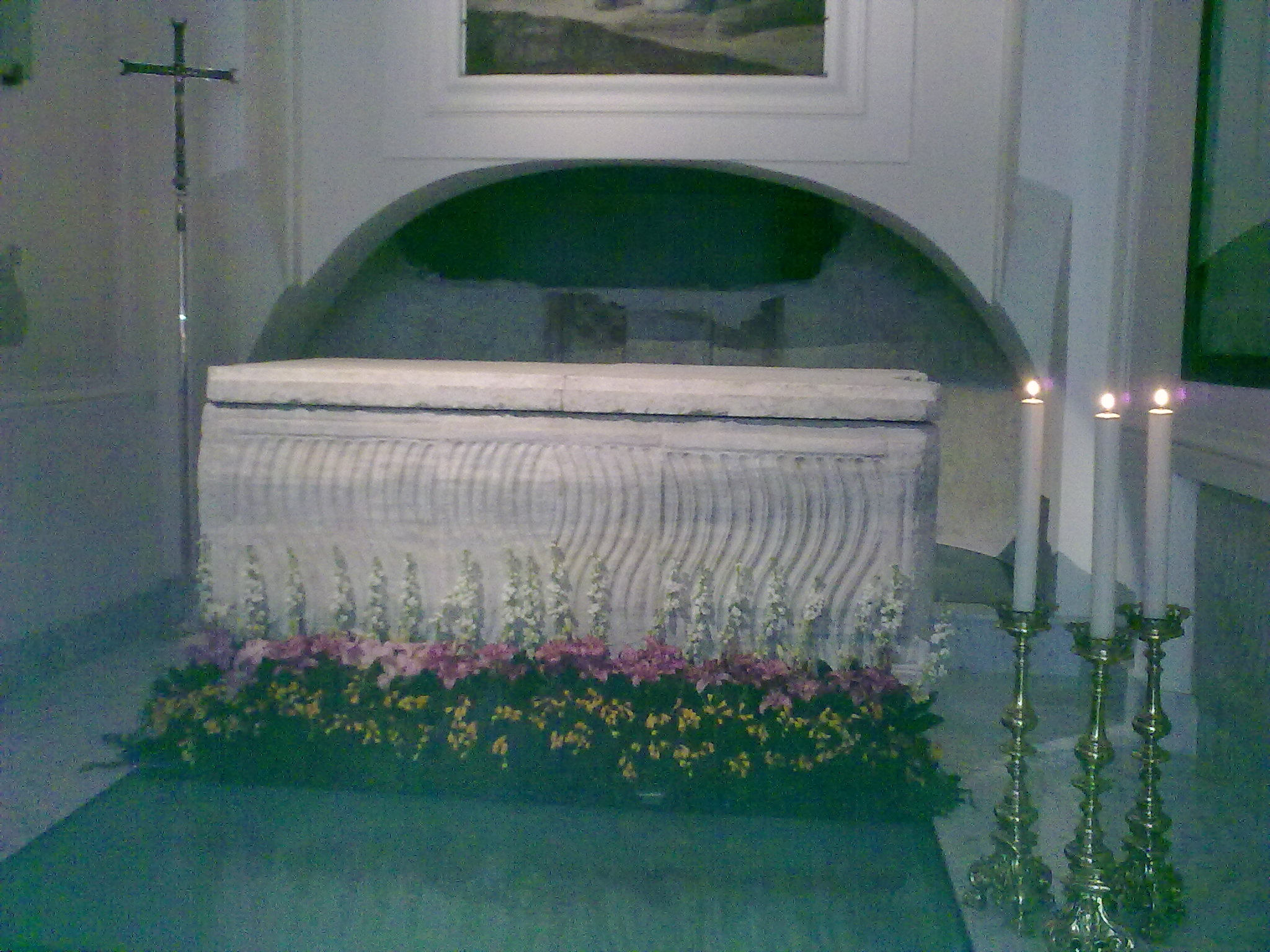
Il sarcofago di Prisco in Cattedrale (III secolo)

## Agiografia
Leggendo il Martirologio di Adone di Vienne, alcuni autori hanno identificato Prisco come uno dei settantadue discepoli di Gesù, precisamente quello in casa del quale si svolse l'ultima cena. Questa ipotesi daterebbe l'arrivo di un Prisco a Nuceria Alfaterna nel I secolo direttamente da Gerusalemme. Tuttavia sono dieci i santi che portano questo nome e tale ricostruzione, ad esempio, è identica a quella utilizzata per l'arcidiocesi di Capua, dove il primo vescovo ha nome Prisco.
Altra ipotesi che porterebbe Prisco al I secolo è la leggenda della sua morte che sarebbe avvenuta intorno al 68. Tale circostanza è riportata nel Martirologio attribuito a Sofronio Eusebio Girolamo: vi si legge che il 12 ottobre del 68 sotto Nerone furono martirizzati un Felice da Nola, un Felice da Nuceria e una Costanza (o un Costanzio) ancora da Nocera (identificati con i santi martiri nocerini Felice e Costanza), mentre un Prisco era stato martirizzato il 16 settembre.

### Miracoli

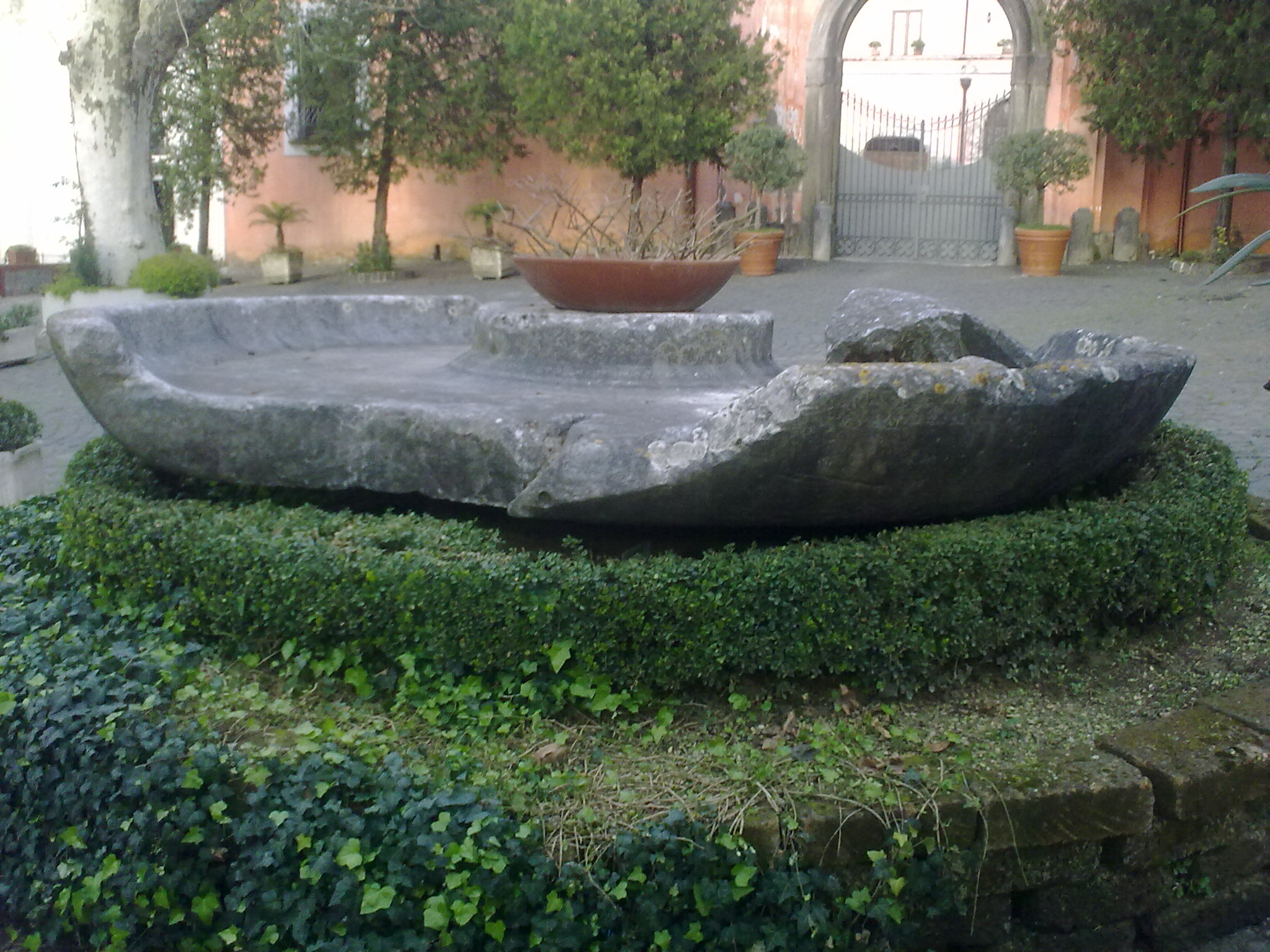
La Fontana romana, ritenuta un regalo del pontefice al vescovo

Al santo la tradizione popolare ascrive molti miracoli.
Accusato di eresia per aver celebrato messa all'alba in solitudine, prelevato ancora in abiti talari fu costretto a recarsi a Roma per discolparsi al cospetto del papa. Non avendo nulla da offrire in dono al pontefice convinse delle oche a seguirlo fino nel Lazio per farne dono al successore di Pietro.
Di fronte al papa apparvero degli angeli che lo discolparono totalmente. Impressionato da tale miracolo il pontefice fece dono a Prisco di una grande fontana di marmo che il santo trasportò fino a Nocera col solo ausilio di due “vaccherelle”. Inoltre il santo, per soddisfare le esigenze dei compagni assetati, fece comparire dal nulla una cerva che li dissetò col proprio latte, scaldandoli con dei tizzoni ardenti che aveva conservato sotto la tunica.
Prossimo alla morte, decise di adagiarsi nella stessa tomba che accoglieva le sorelle, chiedendo ai loro scheletri di spostarsi per fargli posto, desiderio che gli fu esaudito.
A san Prisco, infine, è attribuito anche il miracolo della separazione della montagna spaccata, un passo (probabilmente opera romana) situato al confine tra i comuni di Nocera Inferiore e Castel San Giorgio.

## Culto
Fu sepolto inizialmente in una tomba di tufo in una delle necropoli di Nuceria Alfaterna; il suo corpo, oggetto di una crescente attenzione popolare, poi diventata devozione, fu traslato poco a ovest della città antica, in una zona che avrebbe preso il nome di Vescovado, inizialmente in un'abbazia benedettina. Con la restaurazione della diocesi nel 1386 la chiesa dell'abbazia fu elevata al rango di cattedrale.
Le ricerche archeologiche che si sono susseguite all'interno della Cattedrale di Nocera Inferiore, hanno di nuovo reso interamente visibile il luogo nel quale furono sepolte le spoglie del santo insieme a quelle delle sue due sorelle Marzia e Marina, venerate anch'esse come sante. Il sarcofago strigilato rimanda ad esemplari del III-IV secolo. I dati osteologici sono pertinenti ad un uomo anziano e di grande corporatura.
Oltre che nella diocesi nocerina, è riservato culto a san Prisco anche a Sant'Agnello, comune della costiera sorrentina dove nel 1827 venne consacrata una chiesa dedicata ai Santi Prisco e Agnello di Napoli.
Alcune reliquie delle sorelle di San Prisco sono conservate anche in una cappella della cripta della cattedrale di Salerno. Vi furono collocate nel medioevo dal vescovo Alfano I.
La festa patronale ricorre il 9 maggio.

## Museo diocesano di San Prisco
A san Prisco è stato recentemente dedicato il Museo della Diocesi di Nocera Inferiore-Sarno.

### Fonti storiche
- Gennaro Orlando, Storia di Nocera de' Pagani, vol. 1, Napoli (NA), 1884, ISBN non esistente. URL consultato il 4 novembre 2023.
- Mario Vassalluzzo, S. Prisco e successori nella plurimillenaria Chiesa Nocerina, In Cammino, 1994, ISBN non esistente. URL consultato il 4 novembre 2023.
- Roberto Farruggio, Sulle orme dello spirito santo. Nel bimillenariocammino della chiesa priscana, Editrice Gaia, 2007, ISBN non esistente. URL consultato il 4 novembre 2023.
- Agostino Russo, Egidio Valcaccia e Alessandra Cacace e Franco Gargiulo, Il restauro della statua di San Prisco vescovo cenni storici sulla vita del santo, N. Longobardi, 2012, ISBN 9788880903994. URL consultato il 4 novembre 2023.
- (LA, IT) AA. VV., Vita di San Prisco. Primo Vescovo della città di Nocera (alla luce di documenti inediti del XVI secolo), a cura di Onlus PanacèA, Angri (SA), Onlus PanacèA, 2013. URL consultato il 1º luglio 2025.
- Antonio Braca e Vincenzo Piccolo, La Cattedrale di San Prisco in Nocera Inferiore, 1º luglio 2023, ISBN 9788894503616. URL consultato il 4 novembre 2023.